# Yūtarō Oda
Yūtarō Oda (japanisch 小田 裕太郎 Oda Yūtarō; * 12. August 2001 in Sumoto) ist ein japanischer Fußballspieler.

## Karriere
Oda erlernte das Fußballspielen in der Jugendmannschaft von Vissel Kōbe. Hier unterschrieb er 2019 auch seinen ersten Profivertrag. Der Verein aus Kōbe spielte in der höchsten Liga des Landes, der J1 League. Im Januar 2023 wechselte der Stürmer nach Schottland. Hier schloss er sich in Edinburgh dem Heart of Midlothian an. Mit dem Verein spielte er 42-mal in der ersten Liga, der Scottish Premiership. Ende März 2025 kehrte er in seine Heimat zurück. Hier unterschrieb er in Hiratsuka einen Vertrag beim Shonan Bellmare.